# Енциклопедия „България“
Енциклопедия „България“ е енциклопедия в седем тома, издание на секция „Българска енциклопедия“ към Българската академия на науките, посветено на 1300-годишнината от основаването на българската държава. Енциклопедията съдържа статии на историческа, географска, културна тематика, биографични статии за значими български държавници и революционери, политически, обществени, научни, културни, стопански и спортни дейци, статии за съществуващи и исторически населени места и административни единици, за културни и природни забележителности, ендемити и други. За основа при създаването ѝ е използвана излязлата в периода 1963 – 1969 г. Кратка българска енциклопедия.
Първоначалният план е енциклопедията да излезе в 6 тома с главен редактор акад. Владимир Георгиев и да съдържа около 20 хиляди статии с над 10 хиляди черно-бели и цветни илюстрации и карти. Впоследствие последният том е разделен на два („С – Ти“, „Тл – Я“), като главен редактор на седмия том е акад. Ангел Балевски.
Сред членовете на главната редакция са акад. Димитър Ангелов, Георги Боков, акад. Кирил Братанов, проф. Живко Гълъбов, акад. Пантелей Зарев, проф. Димитър Косев, чл.-кор. Атанас Стойков, и други.